# Laver Cup 2022
De Laver Cup 2022 was de vijfde editie van de Laver Cup, het continentale tennistoernooi tussen 2 teams, Team Europa en Team Wereld. Dit was de derde editie dat de Laver Cup beschouwd wordt als een officieel toernooi op de ATP-kalender.
Twintigvoudig grandslamwinnaar Roger Federer speelt zijn laatste toernooi op ATP niveau.
Op de vrijdagavond komt hij in actie in het dubbelspel aan de zijde van zijn Spaanse rivaal Rafael Nadal.
Federer werd na de vrijdag vervangen door de Italiaan Matteo Berrettini. Berrettini neemt het verplichte enkelspel voor zijn rekening.

Na de eerste dag liet Nadal ook verstek gaan. Nadal werd vervangen door de Brit Cameron Norrie.
Het was de eerste keer in vijf edities dat Team Wereld het toernooi won.

## Ploegen
| Team Europa                     | Team Europa |
| ------------------------------- | ----------- |
| Aanvoerder: Björn Borg          |             |
| Vice-aanvoerder: Thomas Enqvist |             |
| Speler                          | Rang        |
| Casper Ruud                     | 2           |
| Rafael Nadal                    | 3           |
| Stéfanos Tsitsipás              | 6           |
| Novak Djokovic                  | 7           |
| Roger Federer                   | 9(PR)       |
| Andy Murray                     | 42          |
| Matteo Berrettini (Alt)         | 15          |
| Cameron Norrie (Alt2)           | 8           |

| Team Wereld                      | Team Wereld |
| -------------------------------- | ----------- |
| Aanvoerder: John McEnroe         |             |
| Vice-aanvoerder: Patrick McEnroe |             |
| Speler                           | Rang        |
| Taylor Fritz                     | 12          |
| Félix Auger-Aliassime            | 13          |
| Diego Schwartzman                | 17          |
| Frances Tiafoe                   | 19          |
| Alex de Minaur                   | 22          |
| Jack Sock                        | 128         |
| Tommy Paul (Alt)                 | 29          |

Rangnoteringen gebaseerd op de ATP-ranglijst van 19 september 2022.

## Wedstrijden
Op dag één zijn de wedstrijden één punt waard, op dag twee zijn de wedstrijden twee punten waard en op de laatste dag zijn de wedstrijden drie punten waard. De winnaar is het team dat als eerste dertien punten haalt.
| dag | datum        | wedstrijd   | Team Europa                        | uitslag              | Team Wereld                       | stand |
| --- | ------------ | ----------- | ---------------------------------- | -------------------- | --------------------------------- | ----- |
| 1   | 23 september | enkelspelen | Casper Ruud                        | 6-4, 5-7, [10-7]     | Jack Sock                         | 1-0   |
| 1   | 23 september | enkelspelen | Stéfanos Tsitsipás                 | 6-2, 6-1             | Diego Schwartzman                 | 2-0   |
| 1   | 23 september | enkelspelen | Andy Murray                        | 7-5, 3-6, [7-10]     | Alex de Minaur                    | 2-1   |
| 1   | 23 september | dubbelspel  | Roger Federer - Rafael Nadal       | 6-4, 6-7(2), [9-11]  | Jack Sock - Frances Tiafoe        | 2-2   |
| 2   | 24 september | enkelspelen | Matteo Berrettini                  | 7-6(11), 4-6, [10-7] | Félix Auger-Aliassime             | 4-2   |
| 2   | 24 september | enkelspelen | Cameron Norrie                     | 1-6, 6-4, [8-10]     | Taylor Fritz                      | 4-4   |
| 2   | 24 september | enkelspelen | Novak Djokovic                     | 6-1, 6-3             | Frances Tiafoe                    | 6-4   |
| 2   | 24 september | dubbelspel  | Matteo Berrettini - Novak Djokovic | 7-5, 6-2             | Alex de Minaur - Jack Sock        | 8-4   |
| 3   | 25 september | dubbelspel  | Matteo Berrettini - Andy Murray    | 6–2, 3–6, [8–10]     | Félix Auger-Aliassime - Jack Sock | 8-7   |
| 3   | 25 september | enkelspelen | Novak Djokovic                     | 3–6, 6–7(3)          | Félix Auger-Aliassime             | 8-10  |
| 3   | 25 september | enkelspelen | Stéfanos Tsitsipás                 | 6–1, 6–7(11), [8–10] | Frances Tiafoe                    | 8-13  |
| 3   | 25 september | enkelspelen | Casper Ruud                        | Niet gespeeld        | Taylor Fritz                      |       |

2017 · 2018 · 2019  · 2020 · 2021 · 2022 · 2023 · 2024
Grand Slam: Australian Open (m-md) · Roland Garros (m-md) · Wimbledon (m-md) · US Open (m-md)
Landenteams: Davis Cup · ATP Cup 

Continententeams: Laver Cup